# June and John
Pour plus de détails, voir Fiche technique et Distribution.
June and John est un film français réalisé par Luc Besson et sorti en 2025. Tourné en 2020 pendant le confinement lié à la pandémie de Covid-19, c'est une comédie romantique à petit budget avec des acteurs inconnus.
Il met en scène deux acteurs inconnus, Matilda Price et Luke Stanton Eddy, dans les rôles respectifs de June Jackman et John Riley. Ce dernier est un jeune homme un peu coincé travaillant comme comptable dans une banque où il est harcelé par son patron. Il a par ailleurs une relation complexe avec sa mère, très possessive. Un jour, John rencontre dans le métro une jeune femme dynamique et intrépide nommée June. Sa vie assez ordinaire va être bouleversée par cette romance intense qui va les entraîner dans un périple imprévisible.
Présenté en avant-première à l'European Film Market, en marge de la Berlinale 2025, puis au Grand Rex, le film est diffusé en France sur Ciné+ OCS.

## Synopsis
John Riley est un jeune homme un peu coincé. Il travaille comme comptable chez Wellington Finance où il est harcelé par son patron, M. Francis. Il a par ailleurs une relation complexe avec sa mère, très possessive, qui l'appelle très souvent. Célibataire, John s'est inscrit sur une application de speed dating, sans succès. Il prend aussi de nombreux tranquilisants.
Après une mésentente avec Melvin Daugh, le gardien du parking de son entreprise, sa voiture est emmenée à la fourrière où le véhicule est abimé. John tente de joindre son assureur, sans succès. Le lendemain, il perd son portefeuille et casse son téléphone en essayant de courir après le taxi dans lequel est resté ledit portefeuille. N'ayant pas de papiers à présenter, il se fait même contrôler par des policiers. À cause de cela, il arrive en retard au travail où il apprend que Melvin va porter plainte contre lui. John trouve un peu de réconfort auprès de son collègue Steven, qui le dépanne de 5 $ pour prendre le métro. Il y aperçoit une belle jeune fille avec une perruque extravagante. Elle écrit sur la buée de la rame qu'elle s'appelle June. John sort de son train pour essayer de lui parler, sans succès. Réticent à utiliser les réseaux sociaux, il décide dès qu'il rentre chez lui de s'y inscrire pour tenter de retrouver June. Il trouve 1 738 profils portant ce prénom. Il parvient tout de même à trouver le compte de June.
Le lendemain matin, John essaie de trouver les mots pour écrire à June. Celle-ci finit par lui répondre et ils échangent plusieurs messages. June est très directe et lui demande jusqu'où il serait prêt à aller par amour. Ils décident de se retrouver le lendemain. En arrivant au travail, il découvre avec surprise que June est dans son open space. June lui révèle que dans 72 heures, elle sera mort, en raison d'un rêve qu'elle a fait. Elle explique à John qu'elle porte une montre affichant le compte à rebours. June pousse John à quitter ce job qui l'écrase et à abandonner ses médicaments. Alors qu'il est convoqué chez M. Francis, June fait irruption avec une arme dans le bureau de son patron qu'elle ridiculise avant de lui voler de l'argent liquide présent dans le coffre. June fait mine de prendre John en otage pour prendre la fuite. Ils se cachent dans la tente d'un Sans-abri sur le trottoir, où ils font l'amour passionnément.
Toujours un peu perdu, John suit aveuglément June. Celle-ci entre par effraction dans une somptueuse villa sur les hauteurs de la ville. Elle décide de profiter des lieux et se jette dans la piscine. Elle pousse John à se détendre. Ils se préparent un repas romantique avant de passer la nuit dans la villa. Ils la quittent le lendemain au retour des propriétaires. Après s'être rendu dans un centre commercial, June emmène John prendre conseil auprès… d'un arbre ! Ils sont interrompus par un policier en patrouille. Alors que June est en "transe", John tente de la réveiller, pendant que l'officier contrôle leurs identités. John parvient à la réveiller à temps, alors que le policier découvre que la jeune femme est June Jackman, une braqueuse recherchée. June et John trouvent refuge dans une nouvelle villa luxueuse. June braque le propriétaire âgé de la maison pour lui voler ses clefs de voiture. Dans le bureau du vieil homme, June disjoncte en voyant des trophées de chasse accrochés sur les murs. John tente de calmer le jeu et force le vieil homme, très riche, à faire un don de 12 000 000 $ à une association pour la protection animale. Ils prennent ensuite la route avec la décapotable de la femme du vieil homme.
Sur la route, John avoue à June que son rêve le plus fou est de voler. Ils décident donc de faire du parachutisme. June saute sans même avoir de parachute mais l'un des moniteurs parvient à la rattraper à temps. Au sol, John se remet de la peur qu'il a eu de la perdre. Ils reprennent la route et s'arrêtent notamment dans un bel hôtel à Las Vegas. Dans la salle de bain, June se sent mal et crache du sang. John tente d'en savoir plus sur son état de santé réel. La jeune femme lui annonce qu'il ne lui reste environ que 12 heures. John décide alors de lui demander sa main. Il la dépose ensuite devant une boutique de robes de mariées et ils se donnent rendez-vous dans une heure. Mais après avoir enfilé sa robe, June l'attend et il ne vient pas. Elle trouve du réconfort auprès de Sally, une prostituée, et d'un sans-abri. John finit par arriver, à bord d'une immense et somptueuse limousine. Ils embarquent tous les deux ainsi que Sally et le SDF, qui vont servir de témoins. Ils se rendent dans une chapelle en extérieur, située près d'un arbre. Un prêtre hispanique assure la cérémonie et marie June et John.
Le lendemain, ils se réveillent dans un hôtel. June saute de joie car elle a dépassé de deux heures le décompte fatal. Cependant, en se brossant les dents, elle crache à nouveau du sang. Elle décide de le cacher à son mari et lui demande de commander à manger. En appelant la réception de l'hôtel, il tombe sur un policier lui demandant de rester naturel. Au téléphone, l'agent lui explique que le bâtiment est cerné et que des renforts vont bientôt arriver. Alors que June est sous la douche, John fait croire qu'il est son otage. Il comprend par ailleurs que l'arme de June est vide depuis le début. Le SWAT défonce la porte de l'hôtel mais June et John sont parvenus à fuir. Ils reprennent la route à bord du cabriolet mais sont pris en chasse par un hélicoptère. Un barrage routier est mis en place pour les stopper. Dans la voiture, June et John s'embrassent et se regardent passionnément.

## Fiche technique
Sauf indication contraire, les informations mentionnées dans cette section peuvent être confirmées par les bases de données cinématographiques IMDb et Allociné,  présentes dans la section « Liens externes ».
- Titre original : June and John
- Réalisation et scénario : Luc Besson
- Musique : Samir El Hammami et Julien Rey (38e Donne)
- Décors : Aurelie Taillefer
- Costumes : Caroline Fahrer
- Photographie : Tobias Deml
- Montage : Julien Rey
- Production : Luc Besson et Virginie Besson-Silla
  - Production déléguée : Romuald Drault, Frédéric Imbert et Bailey Kobe
- Sociétés de production : EuropaCorp et Kinology
- Sociétés de distribution : Kinology (monde), OCS (France)
- Pays de production :  France
- Langues originales : anglais, espagnol
- Format : couleur
- Genre : comédie romantique, road movie
- Durée : 92 minutes
- Dates de sortie[1] :
  - Allemagne : 14 février 2025 (avant-première au European Film Market)
  - France : 17 avril 2025 (présentation au Grand Rex) ; 23 avril 2025 (sur Ciné+ OCS)

## Distribution
Sauf indication contraire, les informations mentionnées dans cette section peuvent être confirmées par les bases de données cinématographiques IMDb et Allociné,  présentes dans la section « Liens externes ».
- Matilda Price : June Jackman
- Luke Stanton Eddy : John Riley
- Ryan Shoos : Steven
- Dean Testerman : M. Francis
- Sherry Mattson : Odile
- Honey Lauren : la mère de John
- Ayanna S. Flemings : Myriam

## Production
L'existence du projet est révélée en mai 2022. Alors qu'il développe DogMan, il est précisé que Luc Besson avait déjà tourné un autre film, un projet à très petit budget intitulé June and John. Ce dernier est présenté au marché du film en marge du festival de Cannes 2022,.
Le tournage a lieu dans le plus grand secret en 2020 à Los Angeles, alors en plein confinement lié à la pandémie de Covid-19. Produit avec un budget restreint, le long métrage est filmé avec un iPhone.

## Musique
On peut entendre diverses chansons dans le film Osez Joséphine d'Alain Bashung, Don't Make Me Over de Dionne Warwick, Oh, What a Night de The Dells, Ghosts in the Blood de Gill Zandt et Peter Hutches, Je te veux d'Andrea Birdy.
La chanson du générique de fin est Stand in the Sun With Me d'Alexiane. Sateen, la fille de Luc Besson, interprète quant à elle le titre June and John,.

## Sortie et accueil

### Dates de sortie
Le 14 février 2025, le film est présenté au European Film Market de la Berlinale. Il est ensuite diffusé en France le 23 avril 2025 sur Ciné+ OCS, précédé par une avant-première au Grand Rex le 17 avril en présence du cinéaste.

### Accueil critique
Après sa présentation au Grand Rex, Jacques Mandelbaum du Monde parle d'un « essai juvénile qui confine au long clip esthétisant ». Marc Godin du Point met en avant les qualités visuelles du film « extraordinaire de contraste, de couleurs, avec une profondeur de champ qui s'affiche plein pot sur l'écran » mais pointe du doigt les faiblesses du scénario : « Le film a la psychologie d'un roman-photo et les personnages ont l'épaisseur d'une feuille à rouler. Pour masquer le vide et l'ennui, Luc Besson filme sa June en train de cavaler dans les rues, sauter d'un avion sans parachute, faire du trampoline sur un lit, plonger habillée dans une piscine, avec en bonus quelques flics équipés d'armes de guerre mais largués dans ce Bonnie et Clyde hystérique, cheap et kitsch. »
La critique de Télérama est également très négative. Jérémie Couston écrit notamment : « Ce n’est pas avec cette indigne romance photocopiée qu’il [Luc Besson] remontera à la surface, hélas. Tourné à l’iPhone en 2020 dans un Los Angeles alors en plein confinement, ce « contenu » (le qualifier de film serait trop d’honneur) s’apparente à une énième séquelle de l’épidémie de Covid. ».